# Carmenta (mythologie)

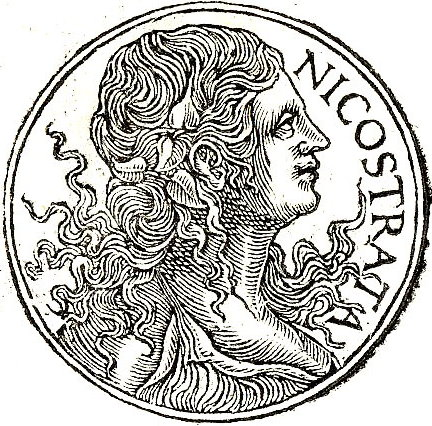
Carmenta als Nicostrata.

Carmenta of Carmentis was een van de Camenae uit de Romeinse mythologie. Haar naam is onzeker: het kan uit het Etruskisch komen of afgeleid zijn van het Latijnse woord carmen, dat liederen betekent. Ze was de godin van de waarzeggerij en de geboorte, en de moeder van Euander. Carmenta werd ook sterk geassocieerd met technische vernieuwingen en men zei dat ze het Latijnse alfabet had gecreëerd. Haar Griekse tegenhanger was Nicostrate.
Haar tempel bevond zich naast de Porta Carmentalis in Rome; in deze tempel was het verboden om leer te dragen, omdat dit geassocieerd werd met de dood. De metgezellinnen van Carmenta waren Porrima en Postversa.
Op 11 en 15 januari vierde men de Carmentalia ter ere van deze godin, die vooral door vrouwen werd vereerd.

## Gerelateerde onderwerpen
- Romeinse mythologie
- Geboorte